# 美国海军亚利桑那号战列舰纪念馆

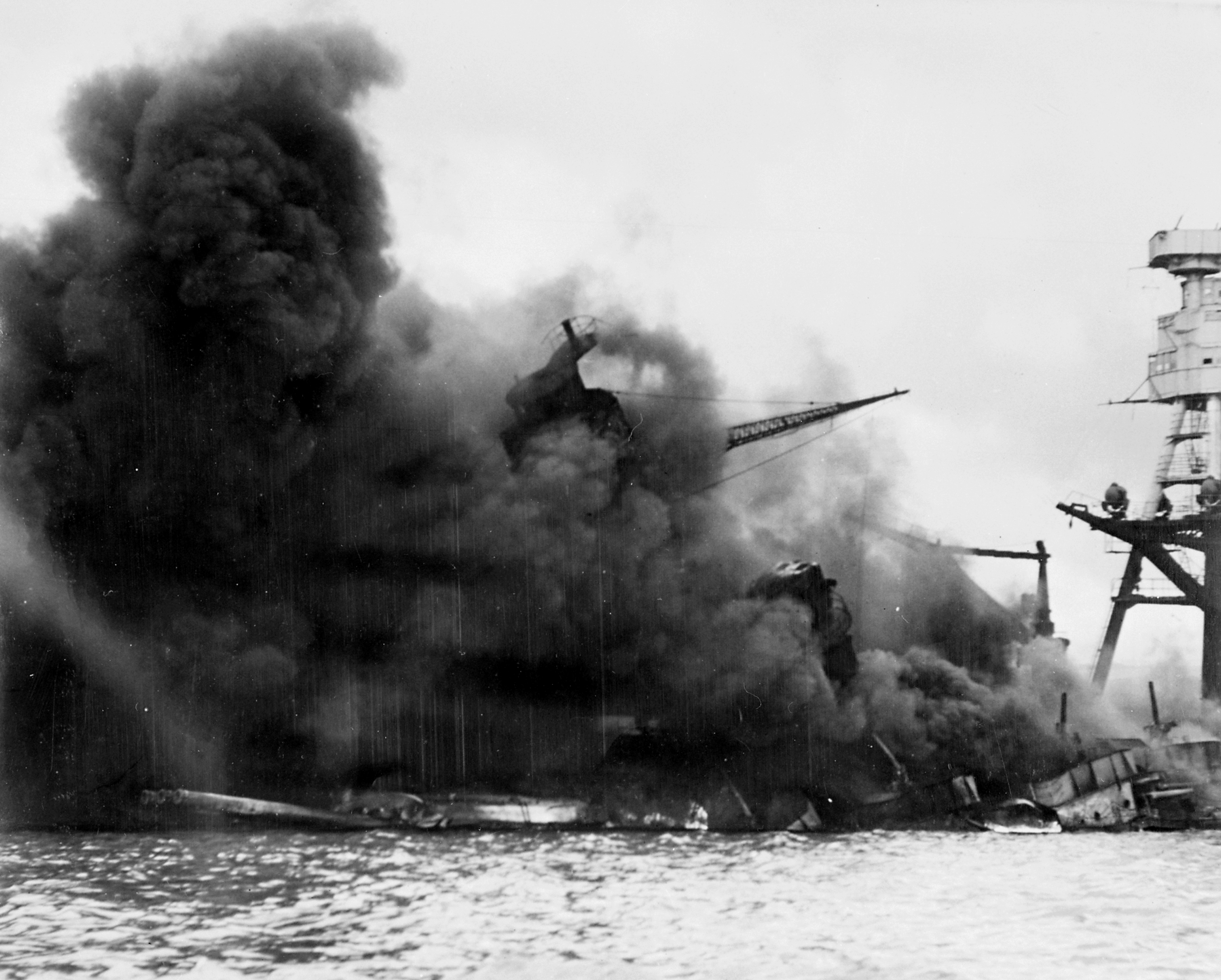
1941年12月7日日本袭击珍珠港时沉没中的亚利桑那号战列舰

美国海军亚利桑那号战列舰纪念馆（The USS Arizona Memorial）是一個坐落于美国夏威夷州欧胡岛的珍珠港中，在珍珠港袭击中被击沉的亚利桑那号战列舰（USS Arizona BB-39）残骸正上方的紀念館，由美国政府和美国海军管辖、维持。除了沈沒的戰艦外，直到今日亚利桑那号的残骸中仍躺著1,177名阵亡将士中的1,102具遺體。
1941年，日本帝国海军对珍珠港发起了突袭，并直接造成了美国加入二战。為了紀念此事件與在事件中陣亡的官兵，于1962年開始建造此紀念館。紀念館的建築本體雖然就位在原战列舰残骸的正上方，但却没有接触残骸。紀念館自1980年建成之后，就由国家公园管理局和海军亚利桑那纪念馆游客管理中心共同负责管理。亚利桑那号上兩具19,585磅重的铁锚也被打撈上岸，其中一具被安置在了纪念馆岸上的游客中心内，而另一具则安置在亚利桑那州首府凤凰城，亚利桑那号的舰名就是源自亚利桑那州。

## 国家纪念馆

### 描述
纪念馆由三个部分组成：纪念馆入口区，纪念主馆以及阵亡将士名录墙（或被称为“圣地”，"shrine"）组成。
主纪念馆作落在亚利桑那号的遗骸上，在两边和天花板上分别被开了7个大窗户，代表纪念亚利桑那号沉没于12月7日，总共21个窗户则代表21声至高礼炮，象征对亚利桑那号和珍珠港阵亡将士的最高致意。
在主馆可以看见亚利桑那号的残骸，而且还能看见原来亚利桑那号渗出的燃油。这些渗出的燃油被称为“亚利桑那之泪”（the tears of the Arizona）或称为“黑之泪”（"black tears"）。
游客通常会将夏威夷花环或者花瓣撒在水面之上以寄托崇敬和哀思。自富兰克林·罗斯福之后的每位美国总统都会来参观亚利桑那号纪念馆寄托崇敬和哀思。
阵亡将士名录墙，或被称为“圣地”，在水上的纪念主馆末端，在墙上陈列出了全部珍珠港事件中亚利桑那号阵亡的士兵名字。
与其它其纪念馆不同的是，亚利桑那号纪念馆不仅仅是一个战争纪念馆，它更是一个军人公墓，因为直至现今，残骸中仍然有1102具阵亡将士的遗体。美国也没有再用“亚利桑那号”作为任何船只的名称。现在在纪念馆主馆飘扬美国国旗的旗杆的位置正是原本亚利桑那号旗杆的位置，以此表示对全部在珍珠港阵亡将士的敬意。

### 设计
亚利桑那号战列舰纪念馆由檀香山的建筑师阿尔弗雷德·普莱斯（Alfred Preis）设计。但最初该设计师由于其出生于奥地利而一度被视为“敌方人员出身”。美国海军规定，由于珍珠港仍有很大部分为军事禁区，所有前往主馆的游客必须搭乘海军的摆渡舟前往。每一次摆渡舟摆渡可以搭载200名游客。
主馆184英尺长，两端分别由2个支点支撑，每个支点连接着主体中间的下沉部。这代表战争初期美国并未受战争打击，后经历珍珠港事件之后受到沉重打击，而后再之后的战争中慢慢再次高涨。但有评论家最初批评这种设计就像“压扁的牛奶纸箱”（"squashed milk carton"）。
为此，普莱斯对于主馆设计解释为“在这个设计之中的下沉的中部和强壮健硕站立的尾部表示最初虽然受到重创，但最终仍然胜利……整个效果体现了一种平静，重新影射出一种被遗忘的悲伤从而让每个人深深追思自己内心的感受……每个人自己感觉”
普莱斯的设计是从几个设计师的设计中选择集合而来。在他原始的设计中还包括了在地板上设立舷窗以及设置一个永久的漂浮火炬，但这些都被美国海军否决了。

### 筹款
美国人塔克尔·盖特兹从1946年就开始努力谋求在亚利桑那号残骸附近建设一个纪念馆。而后“太平洋战争纪念馆委员会”于1946年成立，并试图在夏威夷建立一个永久性的纪念馆。1950年时任美国太平洋舰队司令的海军上将亞瑟·雷德福恢复了在亚利桑那旗杆的升降旗仪式。1951年和1952年，雷德福向国会提出建设纪念馆的资金提案，但均由于当时的朝鲜战争开支巨大而被否决。
整个20世纪50年代，美国上下一直讨论是否将亚利桑那号的残骸彻底清除。1958年，当时的美国总统德怀特·艾森豪威尔批准了国家公园的建造。并且立法规定纪念馆建设资金中的50萬美元为私下筹措，另有20萬美元为政府资助。
主要的资金来源包括以下部分：
- $50,000為夏威夷屬地政府於1958年提供的啟動資金
- $95,000為電視節目《This is Your Life》1958年的來賓Samuel G. Fuqua（英语：Samuel G. Fuqua）少將公開籌集[6]
- $64,000 由1961年3月25日埃爾維斯·普雷斯利（貓王）的音樂會所得捐助
- $40,000捐款來自與後備艦隊協會（英语：Fleet Reserve Association）合作的威望模型公司所出售的亞利桑那號模型所附捐款資訊。
- $150,000 出自聯邦基金，由夏威夷州的聯邦參議員井上建1961年的提案而來。

亚利桑那号纪念馆最终在1962年5月30日开工，并由德克萨斯州议员，越南老兵协会主席Olin E. Teague和夏威夷州州长約翰·A·伯恩斯揭幕。
珍珠港国家历史文物书店（The Pearl Harbor National Monument Bookstore）的收入亦用于支持纪念馆

### 后续发展

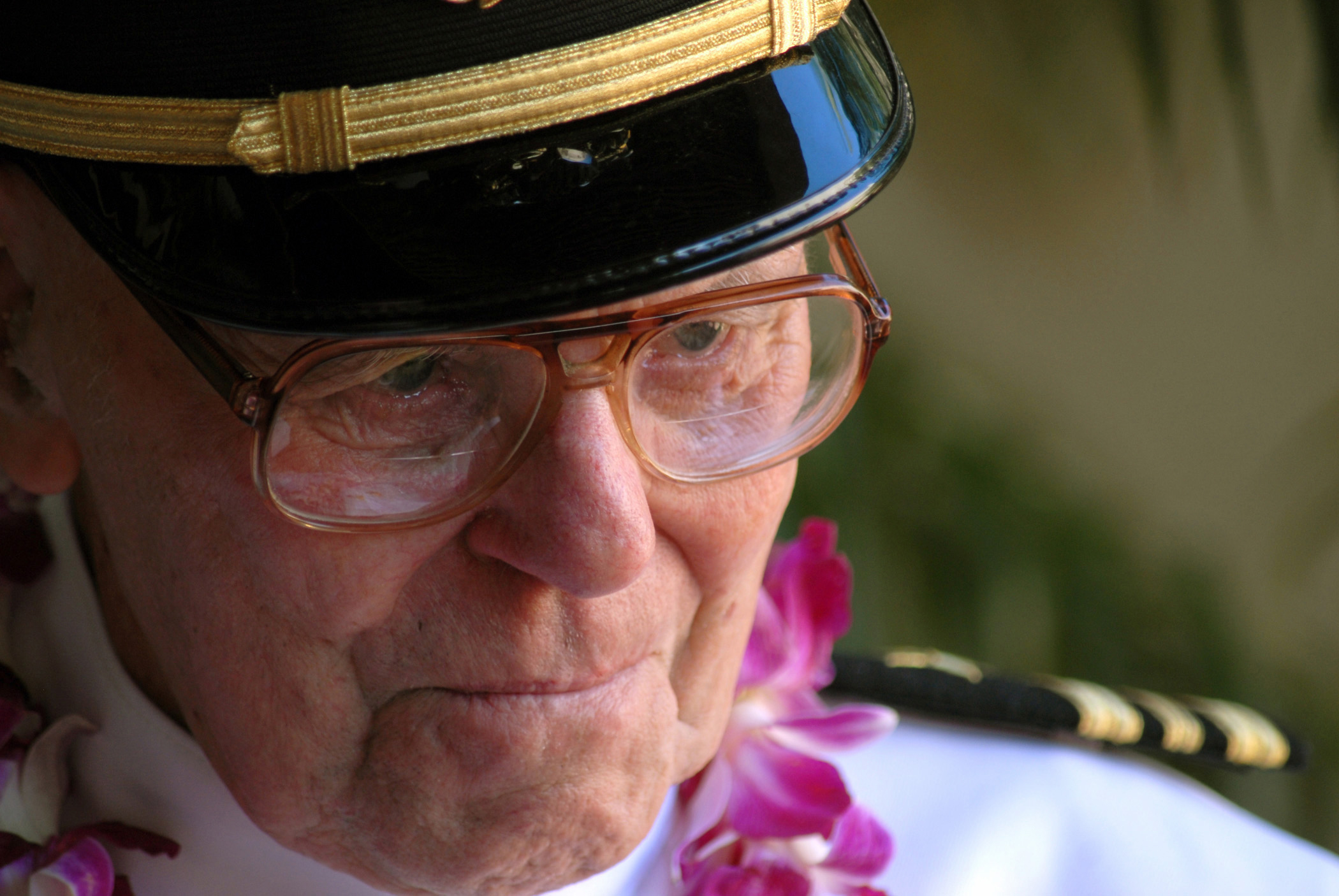
2006年12月5日，在珍珠港事件的65年之后，亚利桑那号上的幸存船员、退役美國海軍上尉約瑟夫·朗戴爾（Joseph Langdell）在紀念館中接受媒體訪問。

1966年10月15日，亚利桑那号战列舰纪念馆列入美国国家历史名胜。之后的1989年，美国海军亚利桑那号战列舰残骸被列出国家历史地标，但纪念馆并没有被一同列入。纪念馆和残骸被分开列入美国国家注册历史名胜。
纪念馆管理事务由美国海军和美国国家公园服务部共同负责，两者所组成的管理会于1980年9月9日成立。
2001年出版的美国国家地理杂志中提到亚利桑那号的残骸由于海水的腐化，造成防水壁和油库进一步被腐蚀，由此造成残骸中的燃油渗出量增大，很可能使的珍珠港内出现环境危机。美国国家公园服务部正在试图用水下机器人或者潜艇对残骸进行加固，以防“亚利桑那之泪”继续扩大。

## 禮儀

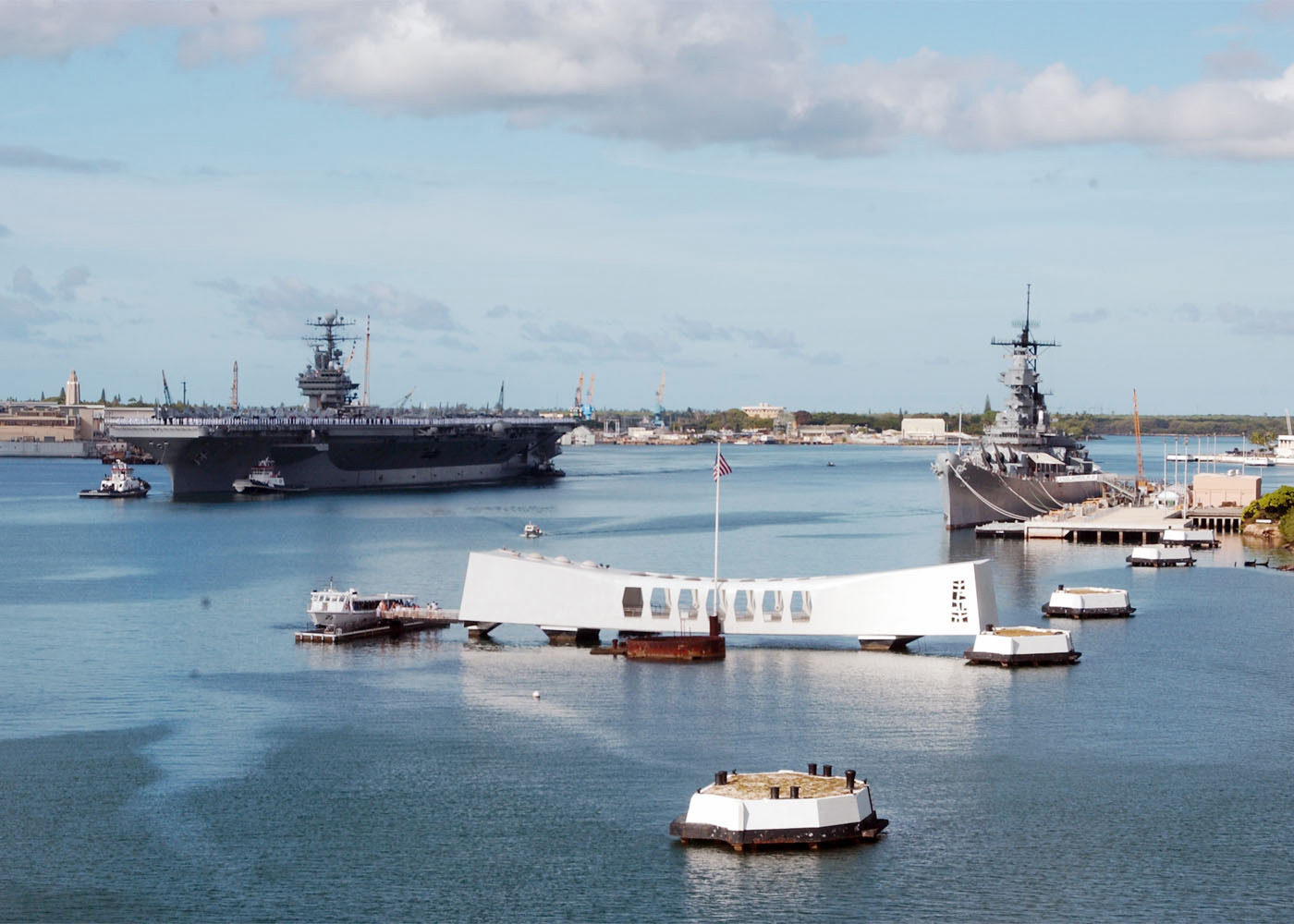
2002年8月1日，亞伯拉罕·林肯號航空母艦（左）進入珍珠港時，船員為亞利桑那號行禮，右為密蘇里號戰艦

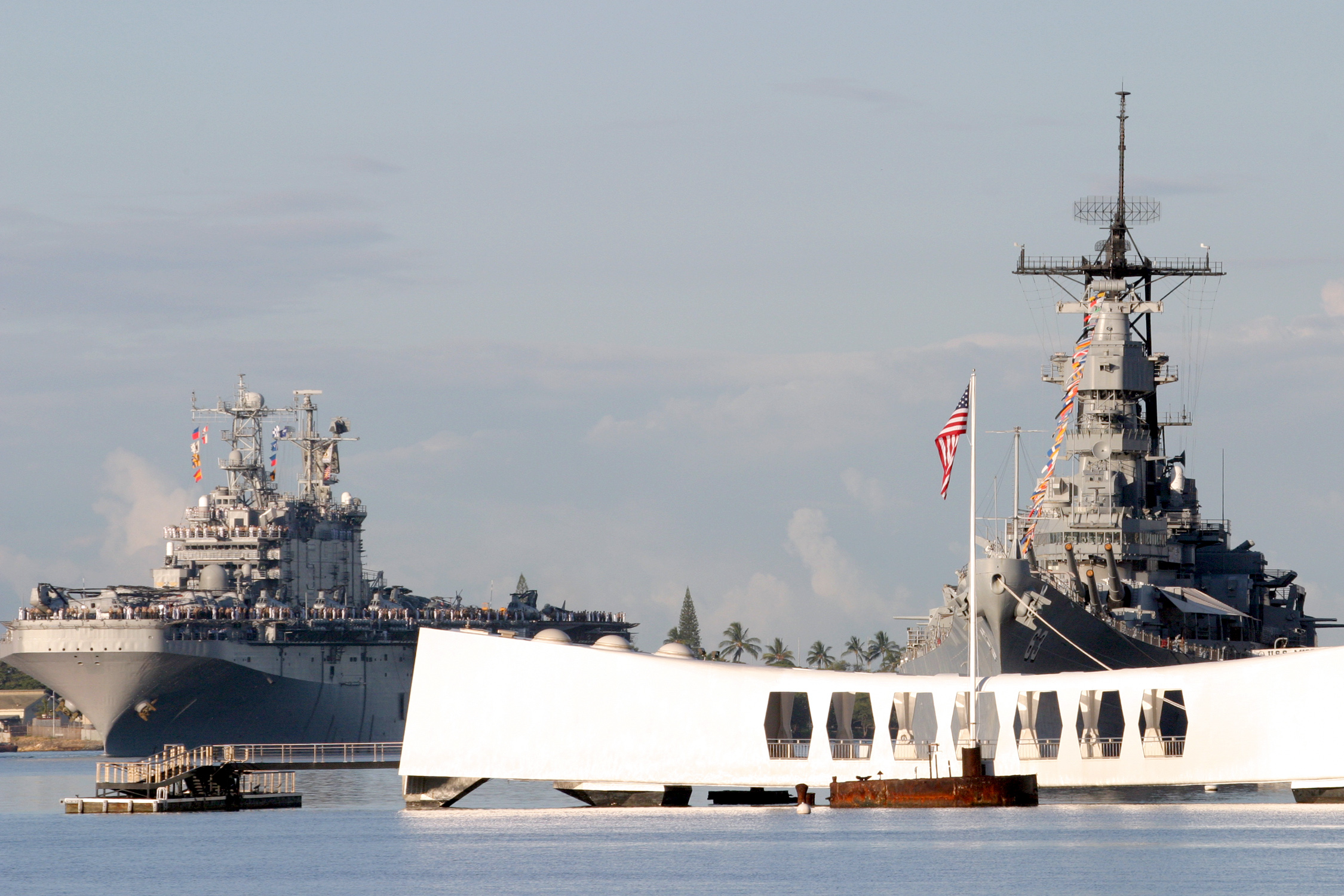
2003年8月29日，貝里琉號兩棲突擊艦（左）進入珍珠港，艦上官兵正在列隊行禮，右為密蘇里號戰艦

每艘美國海軍、美國海岸警衛隊以及美國國籍的商船隊所屬船隻進入珍珠港的時候必須要對亞利桑那號殘骸行禮，被稱為「manning the rails」。全部水兵立正站在甲板之上向亞利桑那號的遺蹟集體敬禮以緬懷所有戰死在亞利桑那號的士兵。后来外籍軍艦訪問進入珍珠港時也開始對亞利桑那號行這種傳統的「manning the rails」。

## 密苏里号战列舰
1999年，密苏里号战列舰从美国西海岸移动到珍珠港，准备停泊在亚利桑那号纪念馆的旁边。密苏里号曾在东京湾举行由五星上将道格拉斯·麦克阿瑟和海军上将切斯特·尼米兹主持的接受日本投降仪式，并标志着二战的结束。这两艘战列舰对于美国来说标志着二战的开始与结束，以及战争最屈辱的岁月以及最荣光的结束。
但其实，最开始由于打算将两舰并排放置而受到非议。纪念馆的员工批评硕大的密苏里号“暗淡”了旁边的亚利桑那号纪念馆。为了防止密苏里号与亚利桑那号并排可能会带来感官上的矮化亚利桑那纪念馆，最后将密苏里号和亚利桑那号的残骸放在同一与福特岛平行的直线上，方案是将密苏里号的舰首朝向亚利桑那号，表示现在密苏里号仍然“守卫”着亚利桑纳那号的遗骸以及“守卫”亚利桑那号中葬身的战士的遗骸。这个方案最终保持了亚利桑那号纪念馆和密苏里号战列舰纪念馆相互独立并且具有在珍珠港中相同地位。

## 相册

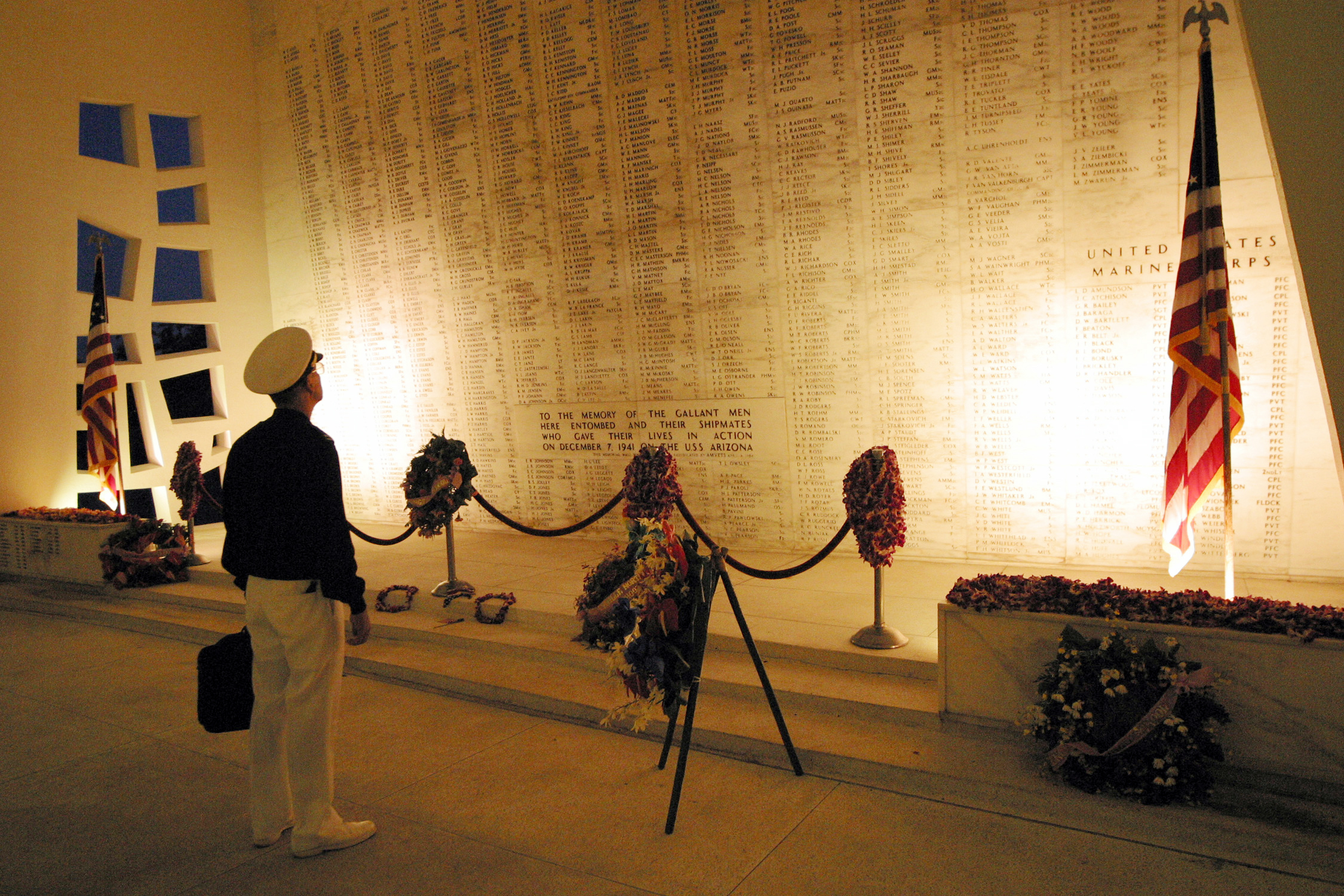
一位海军军官正在看阵亡将士名录墙上葬身于亚利桑那号的船员名录
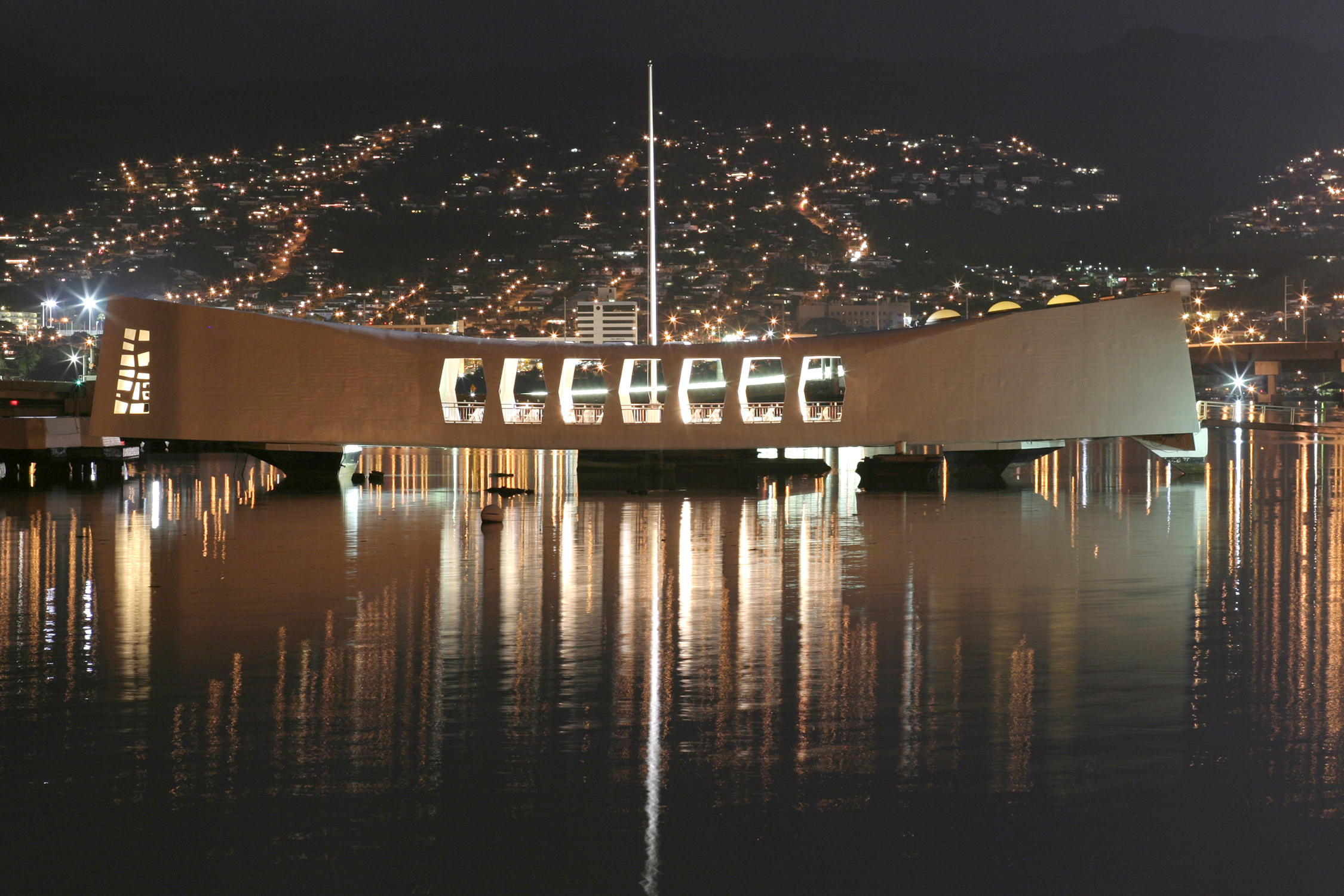
2003年12月7日，珍珠港事件62年纪念日，亚利桑纳纪念馆在ʻAiea镇的灯光映衬之下
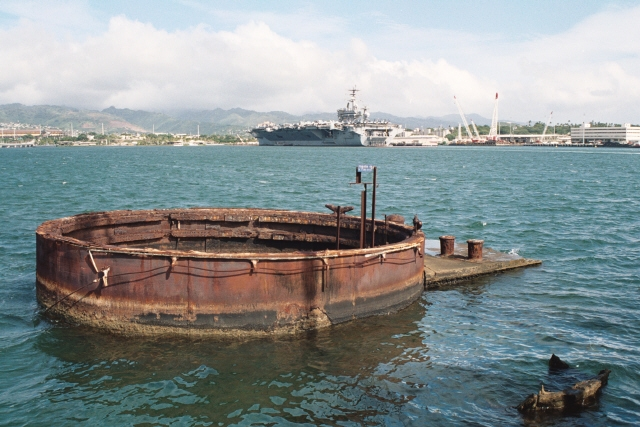
亚利桑那号的三号炮塔残骸，远处为尼米兹号航空母舰（2005年拍摄）
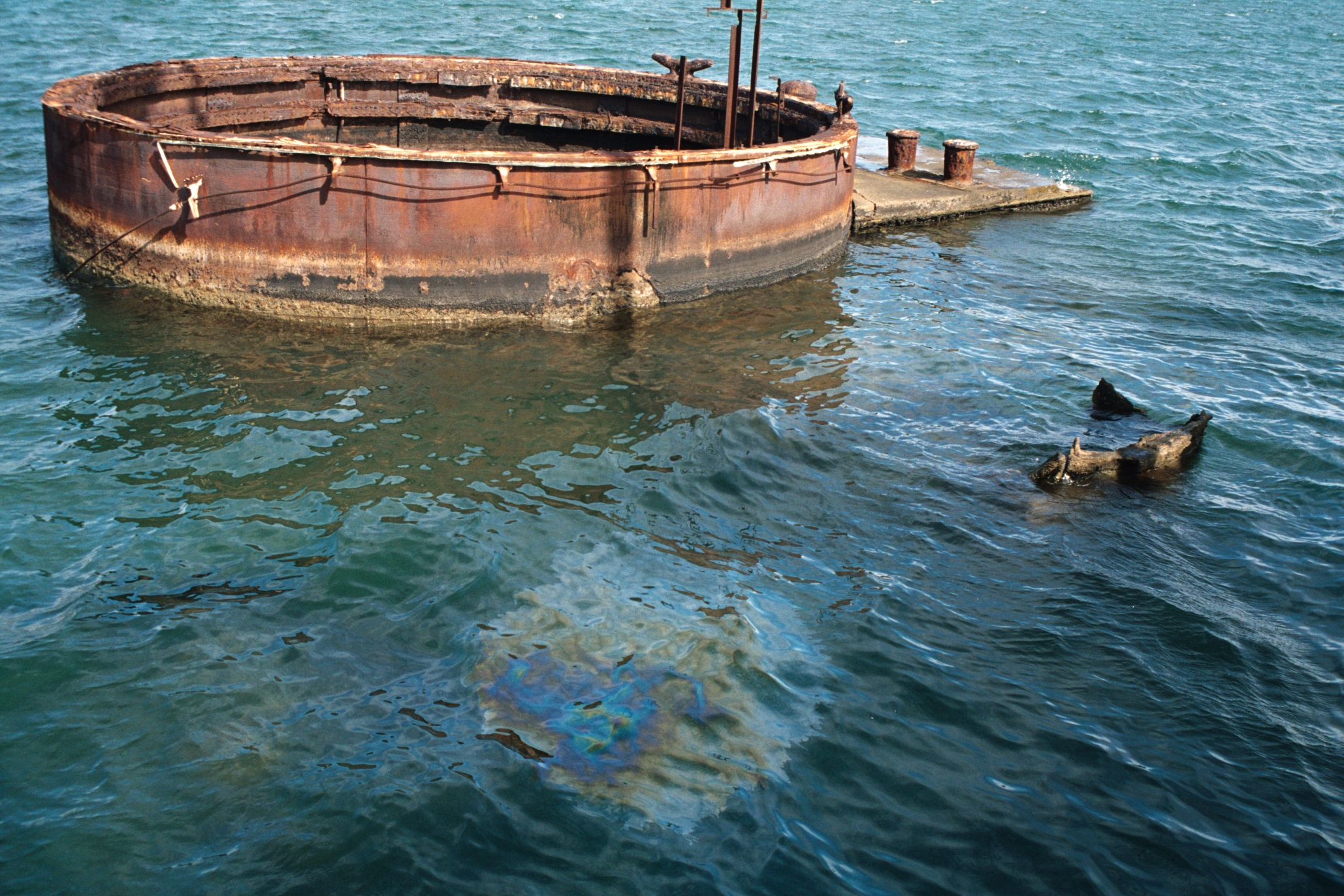
“亚利桑那之泪”——从残骸的油库中渗出的燃油
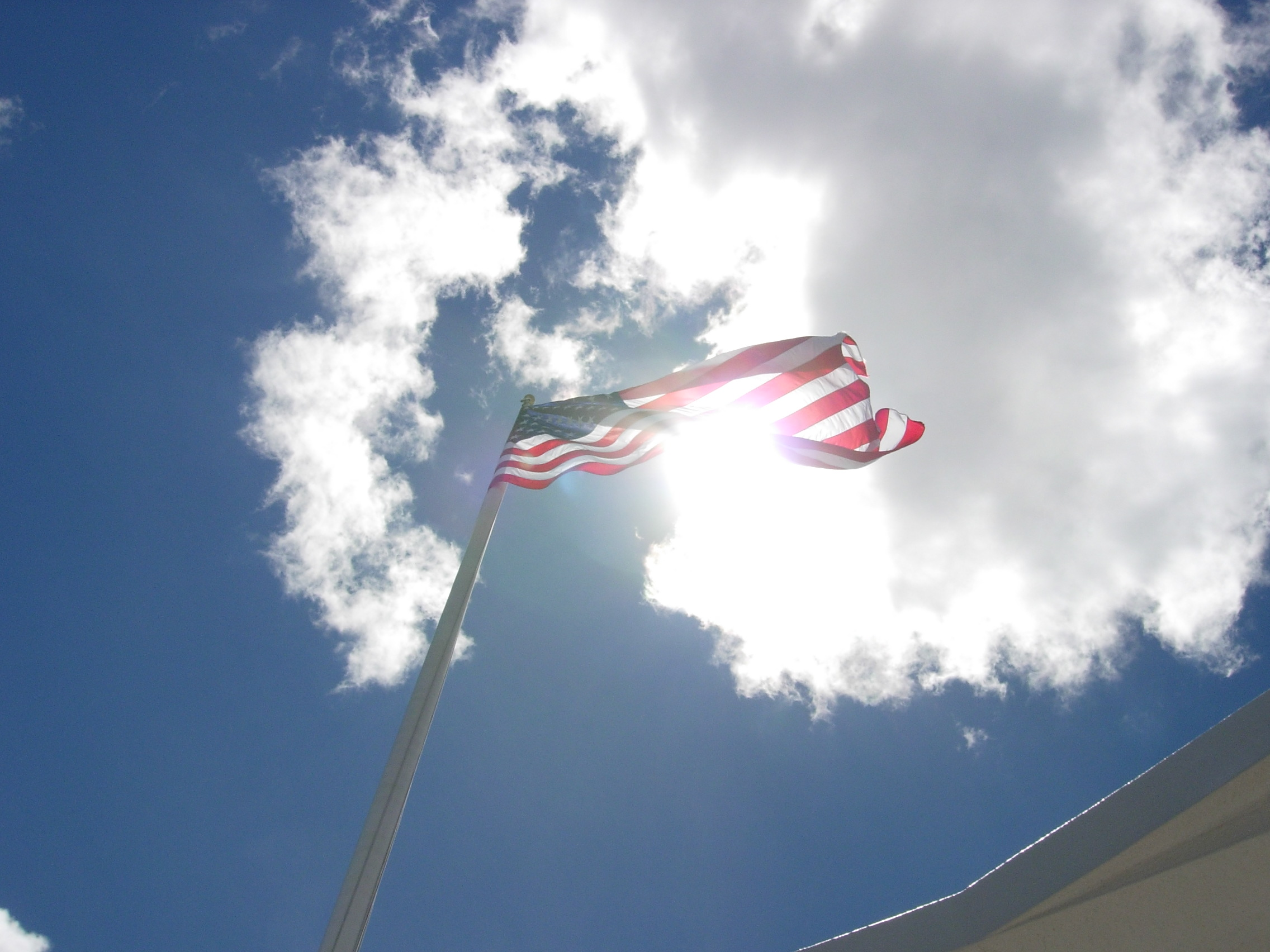
纪念馆上空飘扬的美国国旗
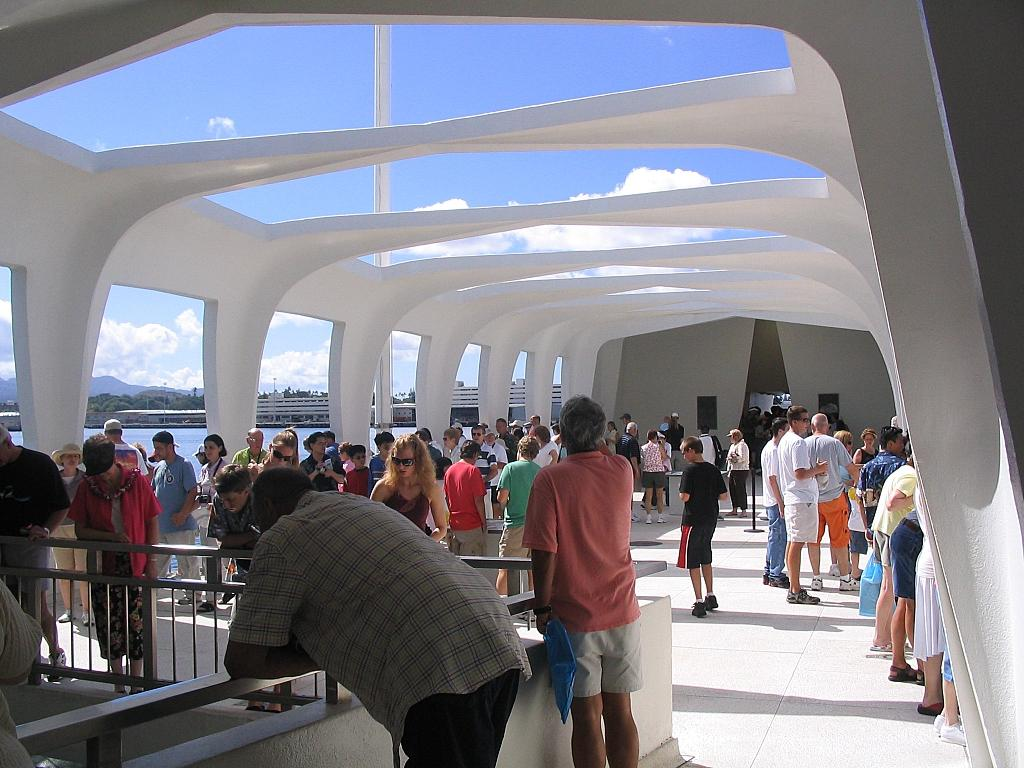
纪念馆的参观人群
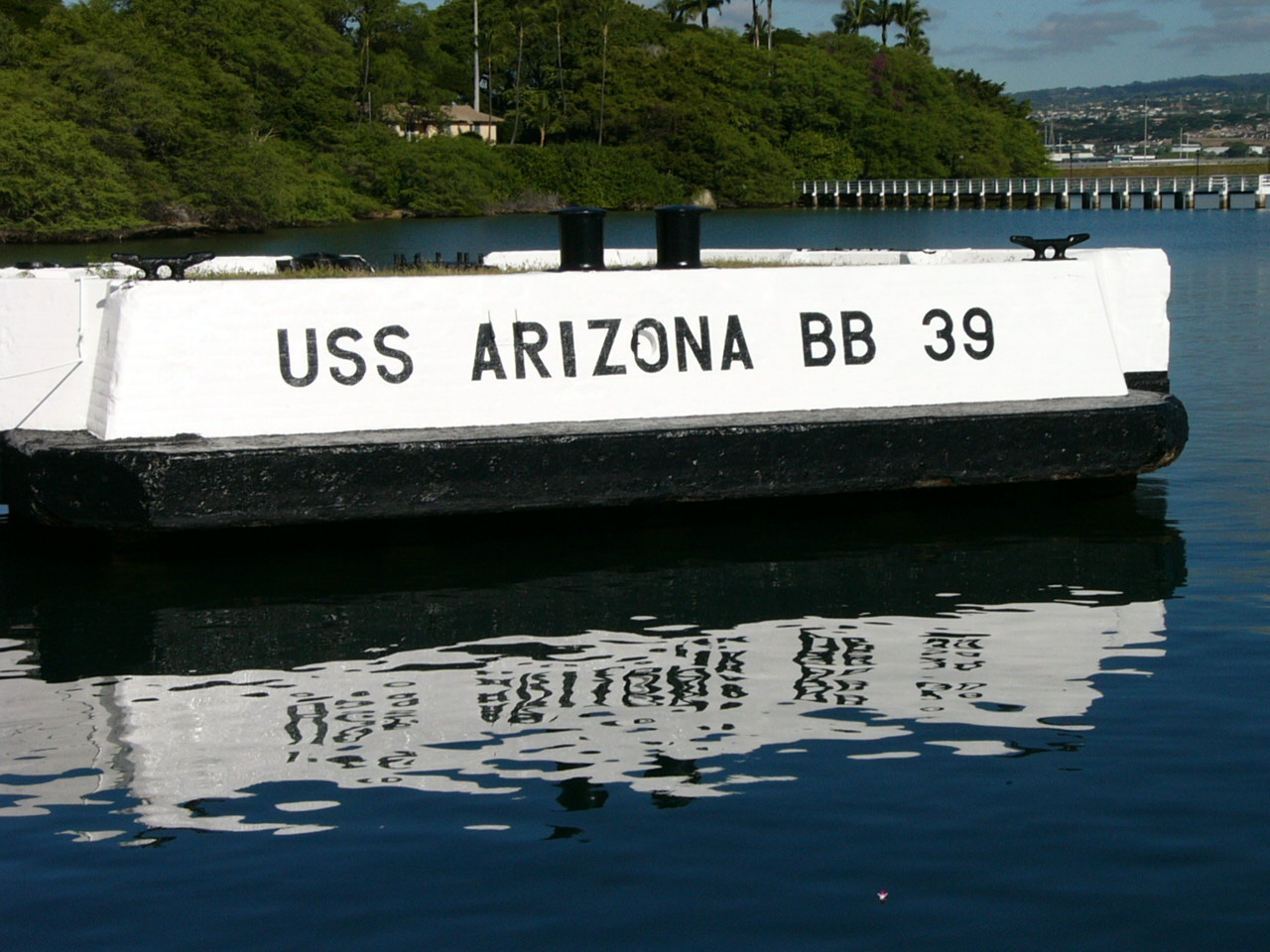
原亚利桑那号战列舰停泊泊位
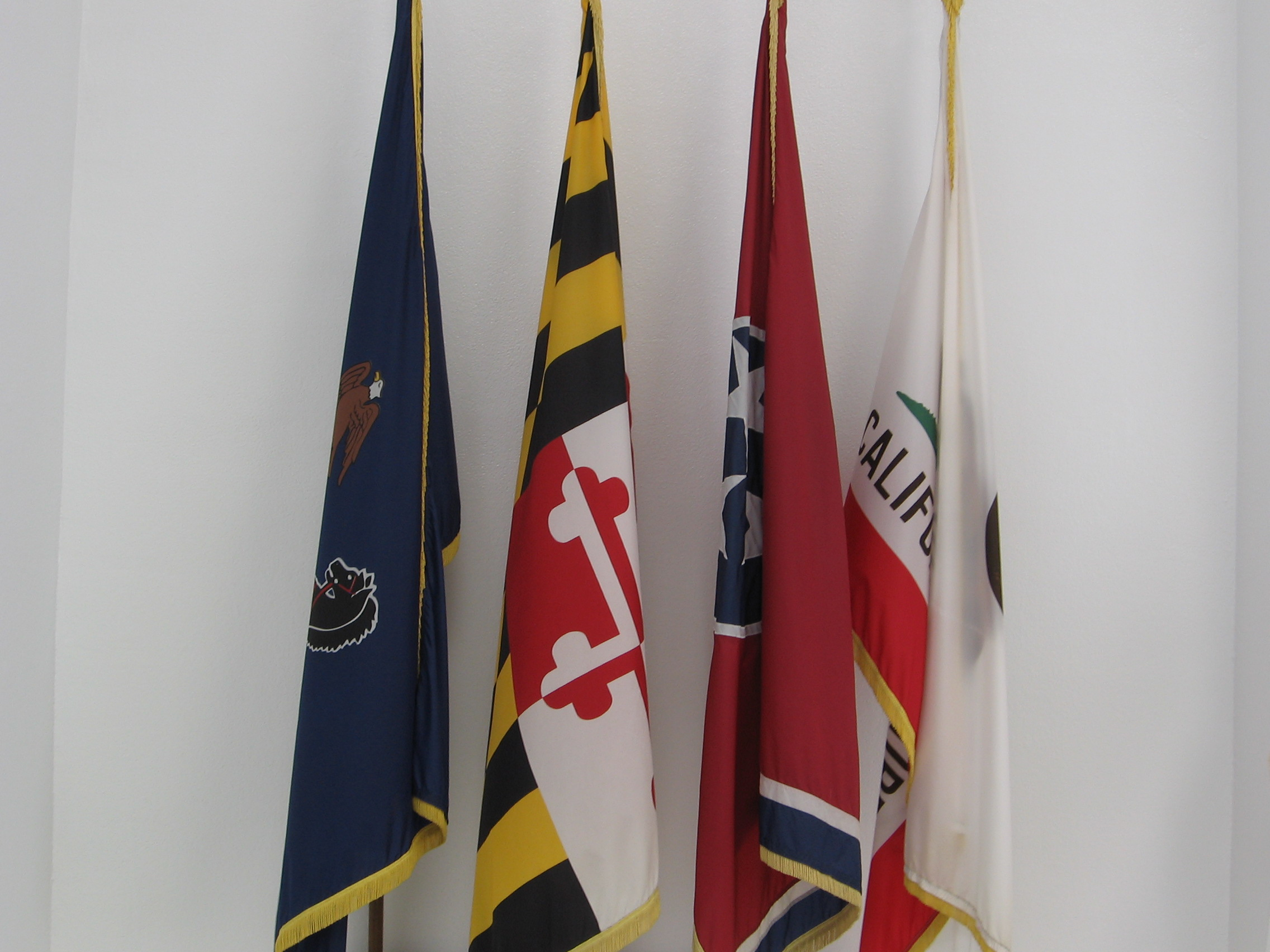
陈列于纪念馆的美国各州旗帜，从左至右依次为：宾夕法尼亚州、马里兰州、田纳西州与加利福尼亚州（以这四州命名的四艘战列舰在珍珠港事件中也都遭遇袭击）
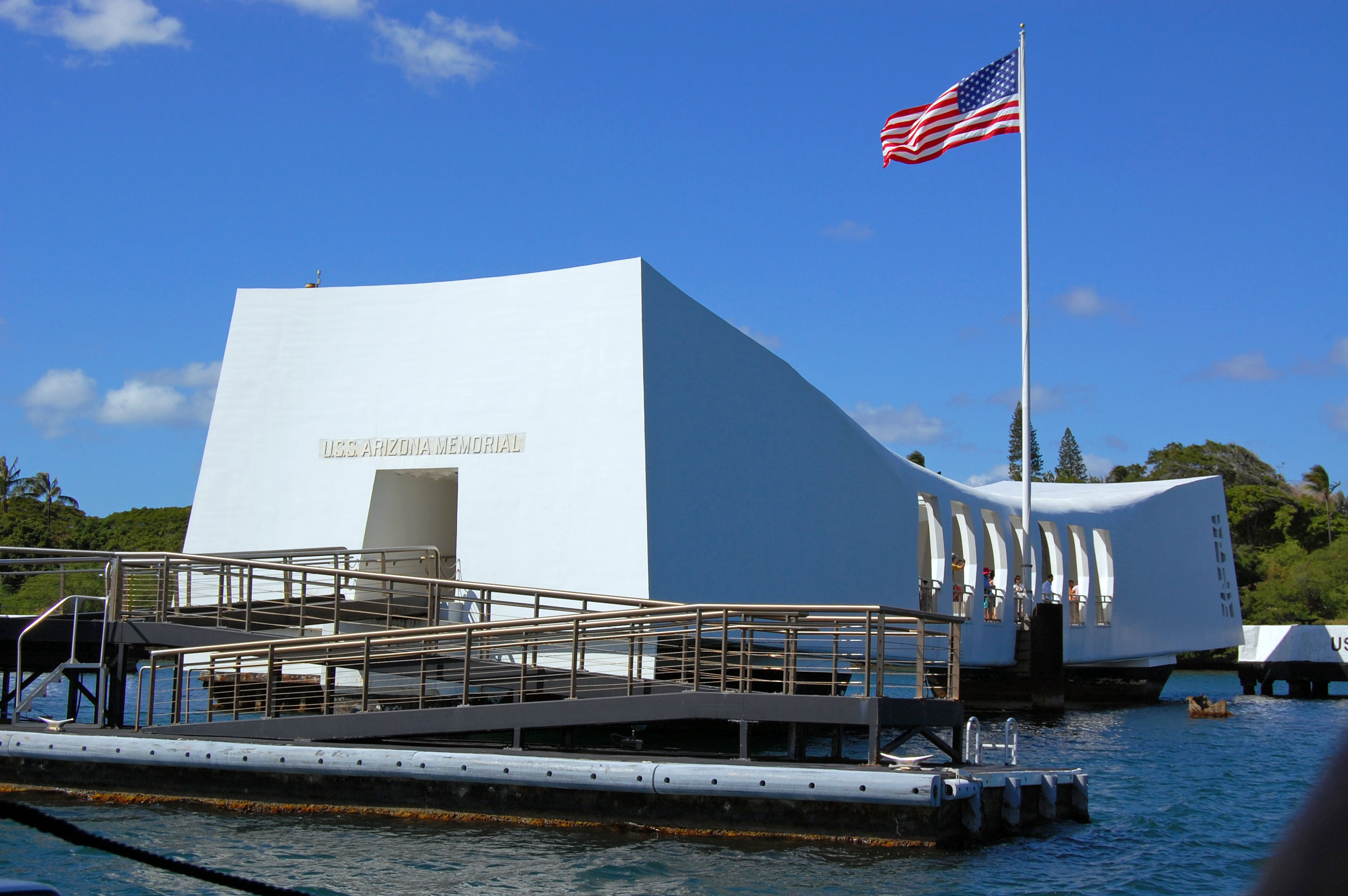
在靠近的摆渡舟上拍摄的亚利桑纳号战列舰纪念馆
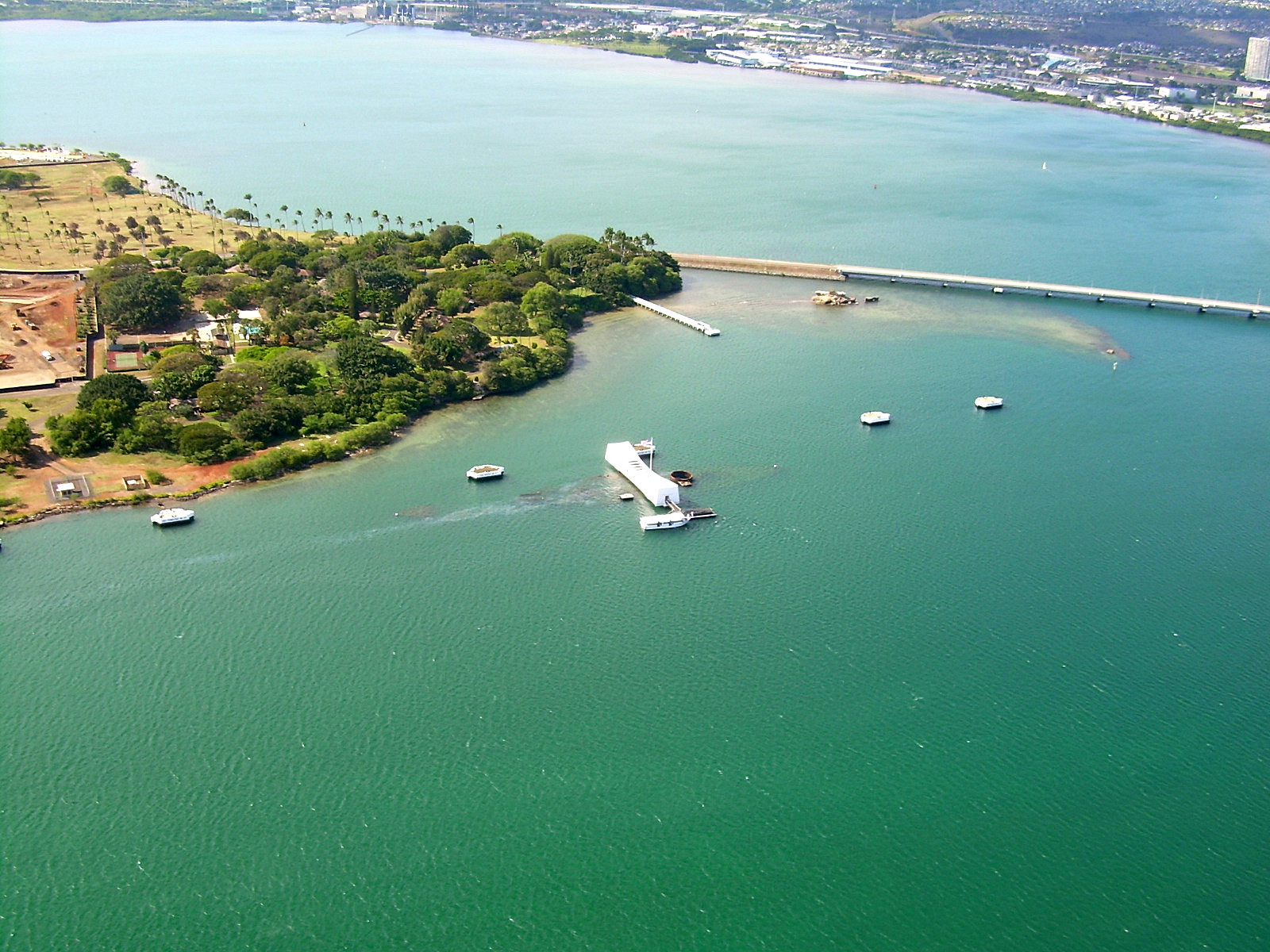
纪念馆的鸟瞰图，请注意浮油正在扩散
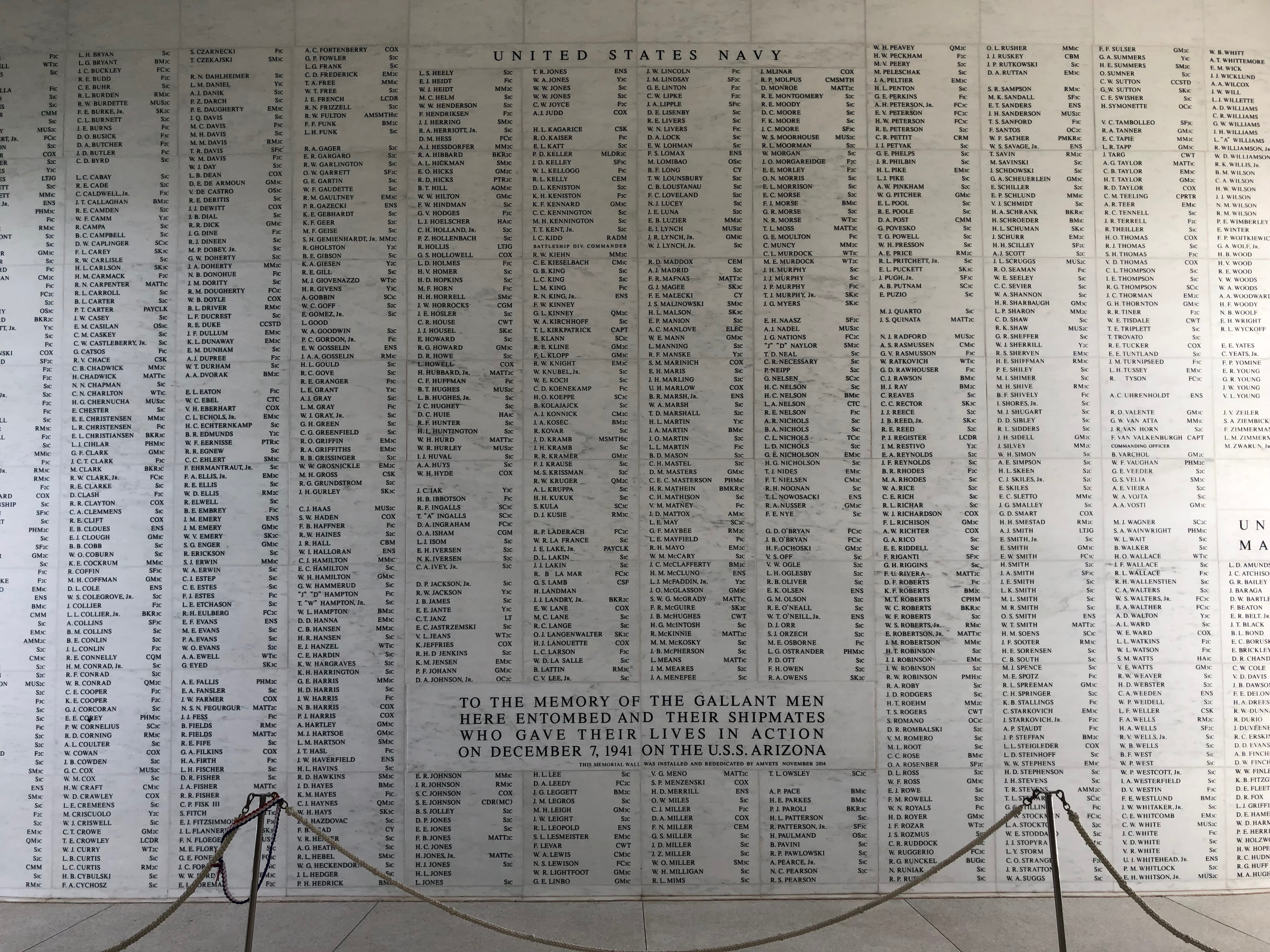
阵亡将士名录墙
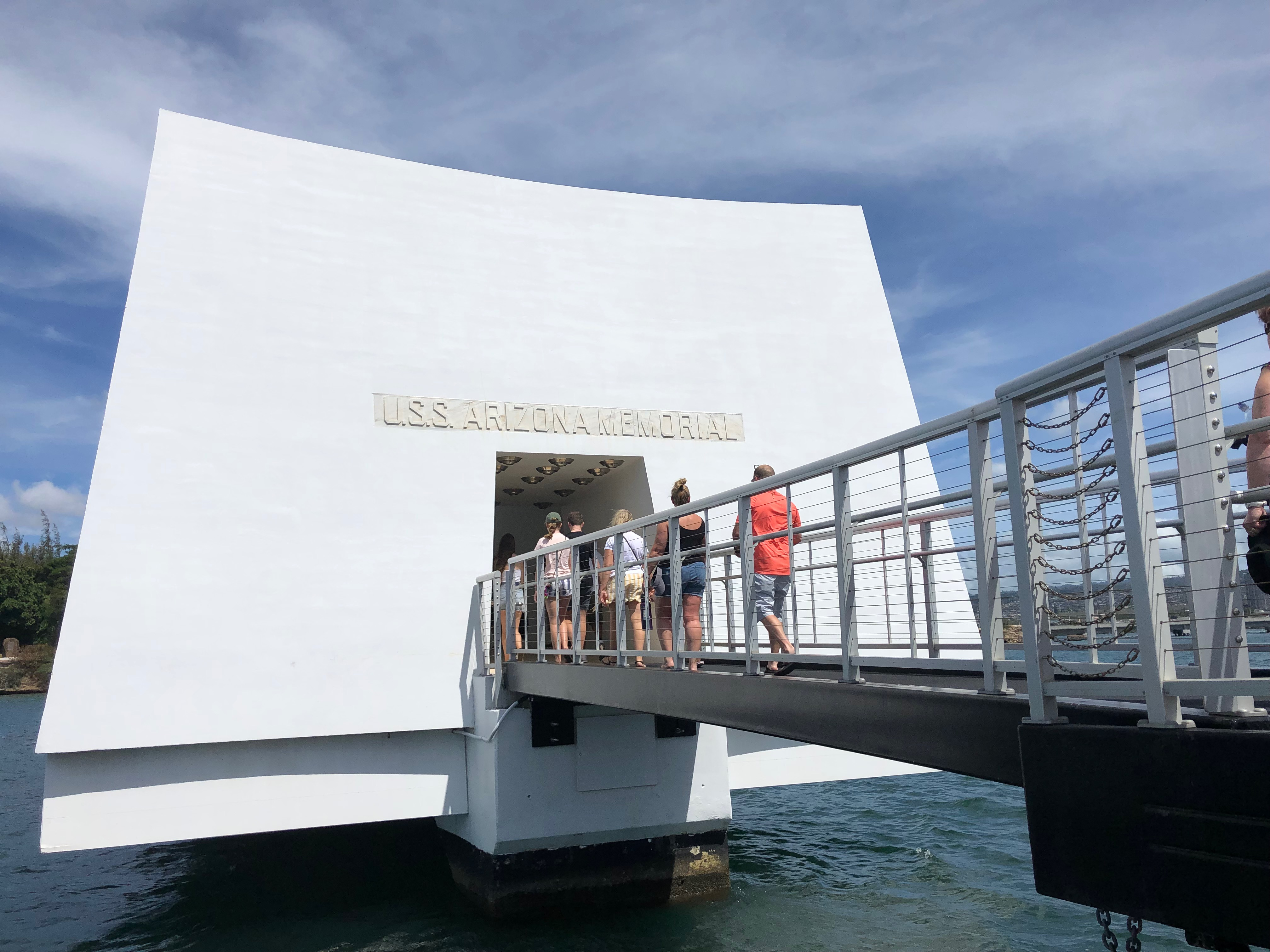
纪念馆的入口
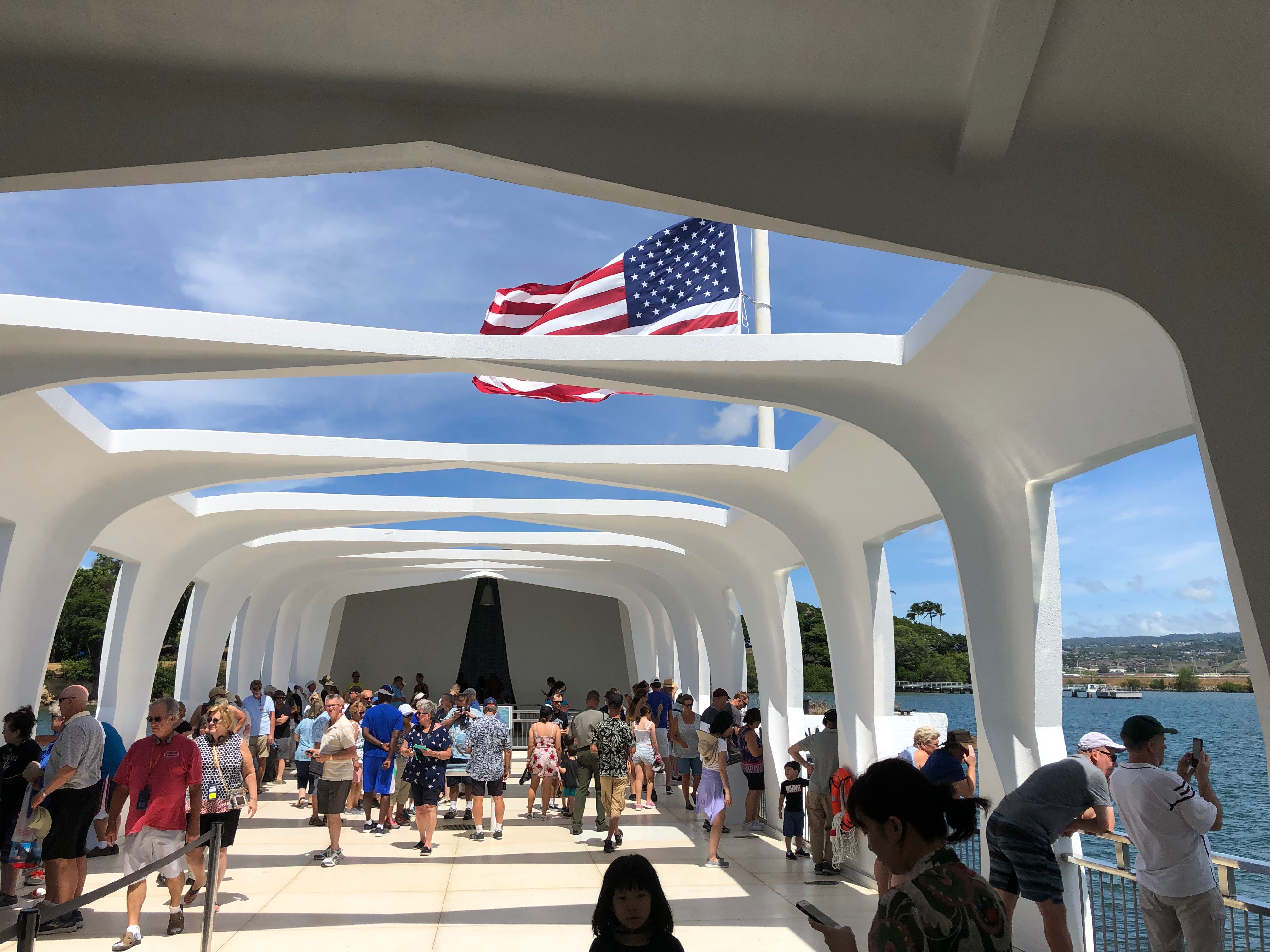
纪念馆的参观人群，攝於2019年9月。